# Естонски език
Естонският език (eesti keel) принадлежи към балто-финската група на угро-финското езиково семейство. Говорен е от около 1 150 000 души. Освен в Естония, значителни естонскоговорещи общности има също в Русия, Швеция, Финландия, Съединените щати и Латвия.

## История
Първите писмени паметници с текстове на естонски датират от 16 век. Съвременният естонски книжовен език се базира на северноестонския книжовен език (16 – 19 век). Наследник на южноестонския книжовен език, съществувал между 17 и 19 век, е въруският.
Една от широко разпознаваемите особености на езика е наличието на звука [ɤ], записван с буквата Õ. Този звук е почти еднакъв с българското Ъ [ɤ̞].

## Азбука
Съвременната естонска писменост е изградена въз основа на латиницата, като за записването на някои присъщи звукове се използват букви, пригодени с диакритични знаци.
| Буква:        | A   | B   | D   | E             | F   | G   | H           | I   | J   | K   | L            | M   | N   | O            | P   | R   | S   | Š   | Z   | Ž   | T   | U   | V   | Õ   | Ä                  | Ö            | Ü           |
| МФА:          | [ɑ] | [b̥] | [d̥] | [e]           | [f] | [ɡ̊] | [h]         | [i] | [j] | [k] | [l]          | [m] | [n] | [o]          | [p] | [r] | [s] | [ʃ] | [z] | [ʒ] | [t] | [u] | [v] | [ɤ] | [æ]                | [ø]          | [y]         |
| Съответствие: | а   | б   | д   | затворено „e“ | ф   | г   | английско h | и   | ѝ   | к   | като в лимон | м   | н   | като в колие | п   | р   | с   | ш*  | з*  | ж*  | т   | у   | в   | ъ   | силно отворено „е“ | немско schön | немско über |

- Õ [ъ] не трябва да се бърка с еднаквата по вид Õ (о с тилда) в португалския, където тя обозначава носовия звук [он]. Знакът също така наподобява по облик унгарското Ő [øː] (дълго о-умлаут)
- F, Š, Z и Ž не са присъщи за естонския език, но въпреки това присъстват в азбуката. Употребяват се основно в заемки и чуждици
- C, Č, Q, W, X, Y не присъстват в официалния облик на естонската азбука, но се използват за правилното изписване на чужди имена